# Giorgio Jan

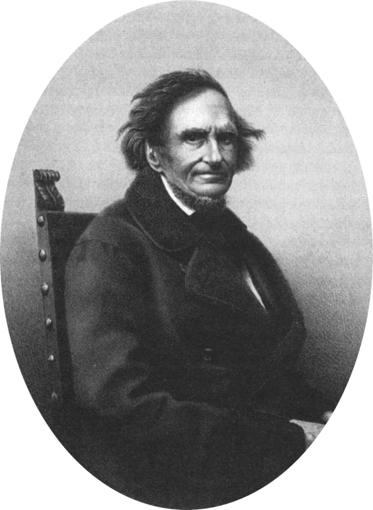
Giorgio Jan.

Giorgio Jan (Viena, 21 de dezembro de 1791 – Milão, 8 de maio de 1866) foi um zoologista, botânico e escritor italiano.
Após ter sido assistente na Universidade de Viena obteve o posto de professor de botânica na Universidade de Parma, bem como a direção do jardim botânico local. Na época, o ducado de Parma passou para a jurisdição austríaca devido a derrota de Napoleão Bonaparte na Batalha de Waterloo. 
A primeira ocupação de Jan foi na botânica, porém teve destaque na história natural por formar imensas coleções, principalmente de fósseis e minerais. Com Giuseppe De Cristoforis (1803-1837), publica numerosos catálogos de espécimes, frequentemente oferecidos à venda ou para troca, onde descrevem numerosas espécies novas, principalmente de insetos e de moluscos.
Em 1837, o botânico Cristoforis ofereceu a sua coleção ao município de Milão na condição de ser criado um museu de história natural e a sua direção ser confiada a Giorgio Jan. Por outro lado, Jan também oferece as suas próprias coleções. O Museu Cívico de História Natural de Milão foi criado no ano seguinte, e torna-se o mais antigo museu de história natural da Itália. 
O artista e naturalista Ferdinando Sordelli (1837-1916), ilustrou as suas publicações.